# Sarita
Sarita – album polskiego zespołu rockowego Carrion, wydany 13 lutego 2012 roku.

## Lista utworów
1. „Mammon”
2. „Klub M”
3. „Insomnie”
4. „Po drugiej stronie lustra”
5. „Absinth”
6. „Sarita”
7. „Niepamięć”
8. „Amstetten”
9. „Mój własny zdrajca”
10. „Armia cieni”
11. „Miasto gniewu”
12. „Odium”
13. „Ostatnie zaćmienie”